# Venus de Mal'ta
Las llamadas Venus de Mal'ta son alrededor de 30 estatuillas femeninas de diferentes formas que datan del Paleolítico, en torno a 20.000 a. C., descubiertas en Mal'ta, en el río Angara, cerca del lago Baikal en el óblast de Irkutsk, Siberia.
La gran variedad de formas, combinada con el realismo de las esculturas y la falta de repetitividad en el detalle son signos definitivos de un desarrollado, aunque temprano arte. Antes de este hallazgo en Mal'ta,  solo habían sido encontradas figuritas de venus  en Europa. Talladas en marfil de colmillo de mamut, estas imágenes eran típicamente muy estilizadas y, a menudo, embellecidas con características desproporcionadas (por lo general los pechos o las nalgas).

## Características
A primera vista, lo que es evidente en las figuritas de las venus de Mal'ta es que son de dos tipos: mujeres adultas con formas exageradas y mujeres jóvenes con formas delgadas y delicadas. Algunas de las figuras están desnudas mientras que otras tienen grabados que parecen indicar la piel o ropa. Por el contrario, a diferencia de las encontradas en Europa, algunas de las figurillas de venus de Mal'ta, fueron esculpidas con cara. La mayoría de las estatuillas se estrechan en la parte inferior y se cree que esto se hizo para que pudieran ser colocadas en el suelo en posición vertical. Así colocadas, podrían haber simbolizado los espíritus de los muertos, de modo similar a las "muñecas espirituales" que aún se utilizan en diversos lugares del mundo, incluyendo Siberia, entre la gente chamanista y animista.
La venus más característica tiene al menos 23 000 años de antigüedad y fue tallada en marfil de mamut. Se trata de una típica "venus del Paleolítico", con algunos atributos sexuales destacados, como los grandes pechos o las caderas.
La similitud entre Mal'ta y civilizaciones del Paleolítico Superior de Europa occidental y oriental fomenta la antigua creencia de que el antiguo pueblo de Mal'ta estaba relacionado con las sociedades paleolíticas de Europa. Estas similitudes pueden ser establecidas por sus herramientas, estructuras de vivienda y el arte. Estos elementos comunes se basan sin duda en el origen de la gente del Paleolítico Superior de Siberia, procediendo esos pueblos del sureste de Asia o, posiblemente, de Europa. Por otro lado, se puede argumentar que, como grupo, las venus de Mal'ta son muy diferentes de las figurillas femeninas de Europa occidental y central. Por ejemplo, ninguno de los especímenes de Siberia muestra el agrandamiento abdominal propio de los principales ejemplos europeos. Y como pocas muestran senos, pocas ofrecen suficiente evidencia clara de género para definirlas como femeninas. Más concluyente, casi la mitad de ellas muestran algunos detalles faciales, algo que falta en las venus paleolíticas de Europa.
En la actualidad las figurillas se conservan en el Museo del Hermitage, en San Petersburgo.